# BBC Radio Gloucestershire
BBC Radio Gloucestershire – brytyjska stacja radiowa należąca do BBC i pełniąca w sieci tego nadawcy rolę stacji lokalnej dla hrabstwa Gloucestershire. Została uruchomiona 3 października 1988. Dostępna jest w analogowym przekazie naziemnym, a także w Internecie. 
Siedzibą stacji jest ośrodek BBC w Gloucester. Oprócz audycji własnych stacja transmituje również programy innych rozgłośni BBC: stacji lokalnych z Plymouth, Leeds, Bristolu, Londynu, Brighton i Birmingham, a także ogólnokrajowego BBC Radio 5 Live. 